# Experimentální archeologie

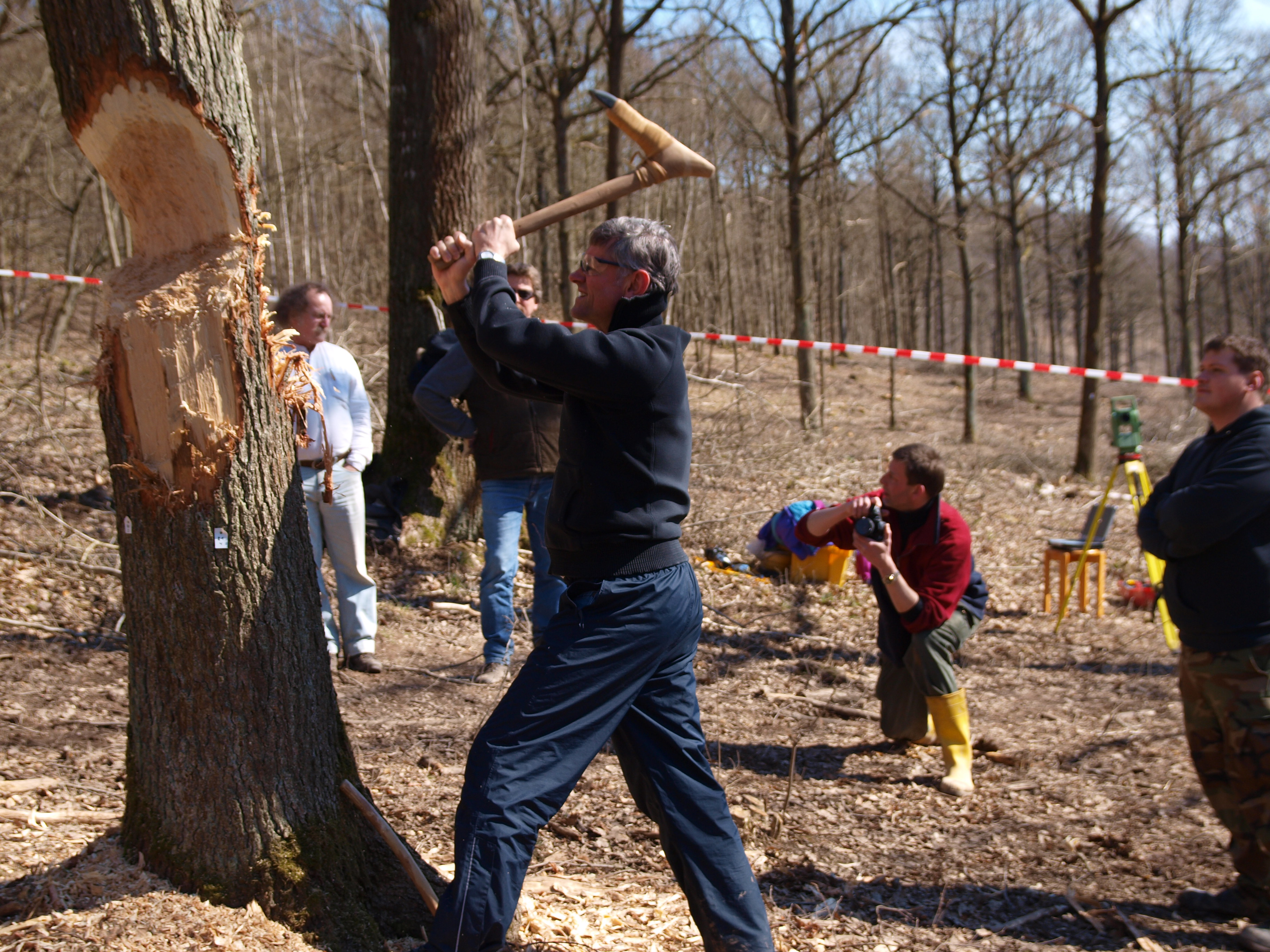
Kácení stromu s rekonstruovanou teslicí z období lineární keramiky (cca 5600 - 5000 př. n. l.

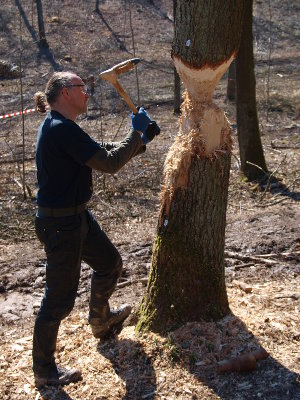
Zkušební kácení stromů s rekonstruovanou teslicí z obrobí lineární keramiky (cca 5600-5000 př. n. l.)

Experimentální archeologie, jinak též experimentální rekonstrukce, je velice mladý podobor archeologie, který se zabývá zjišťováním výrobních procesů, způsobu života a dalších činností lidí v průběhu dějin pomocí experimentů. Snaží se o výrobu a rekonstrukci nástrojů a dalších výrobků, které jsou objevovány archeology.
Experimentální archeologie, jinak také experimentální rekonstrukce, je velice mladý vědní obor. I přesto, že první archeologické experimenty byly učiněny už na počátku 18. století, svého rozsáhlého vývoje se dočkala až v 70. letech 20. století – v této době vznikají archeologická muzea zasazená do přírody, ve kterých se pomocí rekonstrukcí obytných domů a výrobních zařízení mohli lidé v oblastech tohoto oboru více vzdělávat. Na území České republiky najdeme např. Archeologický skanzen Březno u Loun, Archeopark Chotěbuz, Středověký skanzen Řepora, Pravěká osada v Zoologické a botanické zahradě města Plzně, Keltský skanzen Jivjany a další.
Je to vědní obor, který alespoň z části vypovídá o schopnostech a možnostech člověka v pravěku a středověku. I přesto, že využití experimentu v archeologii není tak běžné jako například v přírodních vědách, můžeme tak zjistit velice důležitá fakta o jejich životě, způsobu vyrábění z braní, lovení zvěře nebo o stavbě příbytků.
Smyslem tohoto vědeckého experimentu je především ověření hypotéz v podmínkách co nejbližších realitě. Proto se většina těchto experimentů zabývá replikací artefaktů, struktur, technologií a nebo přírodních či kulturních procesů. V počátcích tohoto oboru šlo spíše o replikaci menších kamenných nástrojů, aby se prokázalo, že kamenný artefakt byl opravdu dílem člověka a ne přírody a ověřovala se jejich funkčnost.
V pozdějších letech se pak prováděly výzkumy spojené se zhotovováním keramiky a se zpracováním kovů. Běžné jsou také pokusy se stavbou příbytků, jejich obýváním a i případným chátráním. Tyto experimenty jsou většinou velice úzce propojeny s pobytem v přírodě, protože právě příroda tvořila vše, z čeho potom pravěký nebo středověký člověk mohl vycházet. Experimentátor proto nemůže mít pouze znalosti z oblasti archeologie, ale musí být také schopen pobytu a přežívání v přírodních podmínkách.
Experimentální archeologie se také velice často používá k výuce pravěku a středověku. Veškeré nálezy, které archeologové najdou mohou být pomocí experimentální archeologie zasazeny do skutečnosti a můžeme podle nich zjistit, jak v reálném životě fungovaly.
Slabinou experimentální archeologie je skutečnost, že různými postupy a metodami můžeme dojít ke stále stejnému závěru a je velice těžké určit, který přesně z těchto postupů byl našimi předky používán. Výsledky pokusů experimentální archeologie nám přinášejí nová a velice důležitá fakta o životě našich předků. I přesto, že ne všechny pokusy dopadnou úspěšně, zpravidla vždy nám objasní časový nebo výkonnostní interval, který nám pak dokáže usměrnit naše představy o pravěkých nebo středověkých lidech.
Mezi nejznámější experimentální archeology a antropology patří norský mořeplavec a dobrodruh Thor Heyerdahl, z českých pak Pavel Pavel. Ve své výzkumné činnosti se zabýval metodami přepravy těžkého stavebního materiálu a způsoby budování monumentálních pravěkých staveb.
V České republice vychází již od roku 2000 časopis specializovaný na experimenty v archeologii - Rekonstrukce a experiment v archeologii, od roku 2004 pod názvem Živá archeologie.
V dnešní době jsou archeologové rozděleni na dva tábory. První v experimentální archeologii vidí neocenitelný přínos, díky níž je možné potvrdit nebo vyvrátit některé archeologické teorie. Podle druhého tábora je však nedůvěryhodná.